# Emilio Dressner
Emil Dressner —conocido en Centroamérica como Emilio Dressner— fue un director de bandas alemán activo en Guatemala. Estuvo en ese país durante la década 1875-1885, donde llevó a la música de las bandas militares a su primer apogeo. Reorganizó la enseñanza musical e instrumental, introduciendo el sistema Boehm y otras innovaciones de su tiempo. Su éxito en la enseñanza de los instrumentos de viento y en la organización de bandas fue tal, que a los pocos años de labor pudo organizar un concierto masivo en el Teatro Colón en el cual participaron no menos de doscientos treinta y siete músicos.

## Reseña biográfica
Dressner fue maestro de composición de varios jóvenes talentos guatemaltecos, a quienes enseñó a trabajar con eficacia las formas de salón europeas como el vals, la mazurka, la polka, el schotís, la marcha y el himno triunfal. Entre sus alumnos más destacados varios continuaron en la música militar como directores y compositores, entre ellos Germán Alcántara, Rafael Álvarez Ovalle y Fabián Rodríguez. Para Germán Alcántara, hábil solista del cornetín, compuso la polka de concierto Los amores del corneta. En 1885 las autoridades de Guatemala lo transfirieron del ámbito de la música militar a la dirección del Conservatorio Nacional de Música (Guatemala)|Conservatorio Nacional de Música]], institución que fue militarizada y trasladada a la jurisdicción del Ministerio de la Guerra, siguiendo sus recomendaciones. Cuando esto no tuvo los resultados deseados, Dressner prefirió regresarse a Alemania. Sin embargo, mantuvo contacto epistolar constante con sus antiguos discípulos en Guatemala, haciendo posible incluso varias publicaciones de obras guatemaltecas en editoriales alemanas.